# Дегтярёв, Александр Викторович (советский футболист)
Александр Викторович Дегтярёв (род. 28 марта 1947, Чугуев, Харьковская область) — советский футболист. Игровое амплуа — вратарь. Мастер спорта СССР (1974). Бронзовый призёр чемпионата СССР (1974). Арбитр республиканской категории (1985). Вице-президент федерации футбола Одессы.
Образование высшее. Окончил Николаевский педагогический институт.

## Биография
Родился в Чугуеве в семье военнослужащего. Ещё будучи ребёнком с родителями переехал в Киев, где начал играть в футбол в киевской ДСШ-1 под руководством Михаила Корсунского и Леонида Идзковского. Помимо футбола увлекался практически всеми игровыми видами спорта, а также боксом, в котором добился определённых успехов.
Первоначально тяготился к игре в поле, но однажды сыграв в воротах, произвёл впечатление своими уверенными действиями на последнем рубеже и закрепился в амплуа голкипера.
За команду киевского ГорОНО (ДСШ-1) выступал около пяти лет, в течение которых также защищал цвета юношеской сборной УССР, в составе которой стал обладателем всесоюзного Кубка «Юность».
В свой первый профессиональный клуб — чебоксарскую «Энергию» попал по приглашению наставника этой команды Арсена Найдёнова, и практически сразу же закрепился с основном составе, играя в котором очень скоро обратил на себя внимания футбольных специалистов, но из множества интересных предложений выбрал тернопольский «Авангард», желая поработать с наставником этой команды — в прошлом легендарным вратарём Олегом Макаровым. Время совместной работы не прошло для Дегтярёва даром: Макаров дал молодому вратарю хорошую вратарскую школу и, особенно, прекрасный навык отражать пенальти.
В 1968 году Дегтярёв оказался в житомирском «Автомобилисте», которым руководил известный специалист Виктор Жилин, после этого отправился в николаевский «Судостроитель» к ещё одному опытному наставнику — Евгению Лемешко, и, в конце концов, оказался в киевском СКА, где проходил службу в рядах Вооружённых Сил СССР, где поработал с одним из своих кумиров Николаем Маношиным.
В 1973 году по приглашению Матвея Черкасского Дегтярёв попал в одесский «Черноморец», в котором провёл лучшие годы своей игровой карьеры. В первый же год своего выступления за «моряков» он завоевал малые золотые медали первенства СССР, а спустя год — «бронзу» высшей лиги СССР и путёвку в Кубок УЕФА.
В 1979 году опытный голкипер был вынужден покинуть одесский клуб, в составе которого отыграл более ста официальных матчей и завершил игровую карьеру в черниговской «Десне». Но свой последний матч всё же провёл в Одессе: 11 июня 1981 года «моряки» лишились всех действующих вратарей и в срочном порядке дозаявили уже повесившего бутсы на гвоздь Дегтярёва, которому пришлось отыграть все 90 минут домашней календарной встречи с московским «Спартаком». Одесситы уступили 1:4.
В том же году Дегтярёв пополнил судейский корпус СССР и за короткий отрезок времени дослужился до ассистента арбитра высшей лиги. В 1985 году в качестве главного арбитра дебютировал в первой лиге СССР, получив республиканскую категорию. В 1991 году был включён в списки судей на присвоение всесоюзной категории, однако из-за распада СССР её и не получил, хотя во многих источниках это фигурирует как состоявшийся факт, и ошибочно датируется 1990-м годом.
Дегтярёв судил матчи чемпионата Украины, параллельно занимался развитием футбола в Одессе, успешно выступал в чемпионате Украины за ветеранский клуб «Ришелье». Некоторое время работал директором одесского городского стадиона «Спартак», а в сезоне-1995/96 — начальником команды «Динамо-Флэш». Впоследствии пополнил инспекторский корпус футбольной Украины и был избран вице-президентом городской федерации футбола.
В 2001 году Александр Дегтярёв был включён в число лучших футболистов Одессы XX века и символическую сборную «Черноморца» всех времён.

## Достижения
- Бронзовый призёр чемпионата СССР: 1974
- В списках лучших футболистов УССР[укр.]: 1977